# Vénérolles
Vénérolles est une commune française située dans le département de l'Aisne, en région Hauts-de-France.

### Localisation

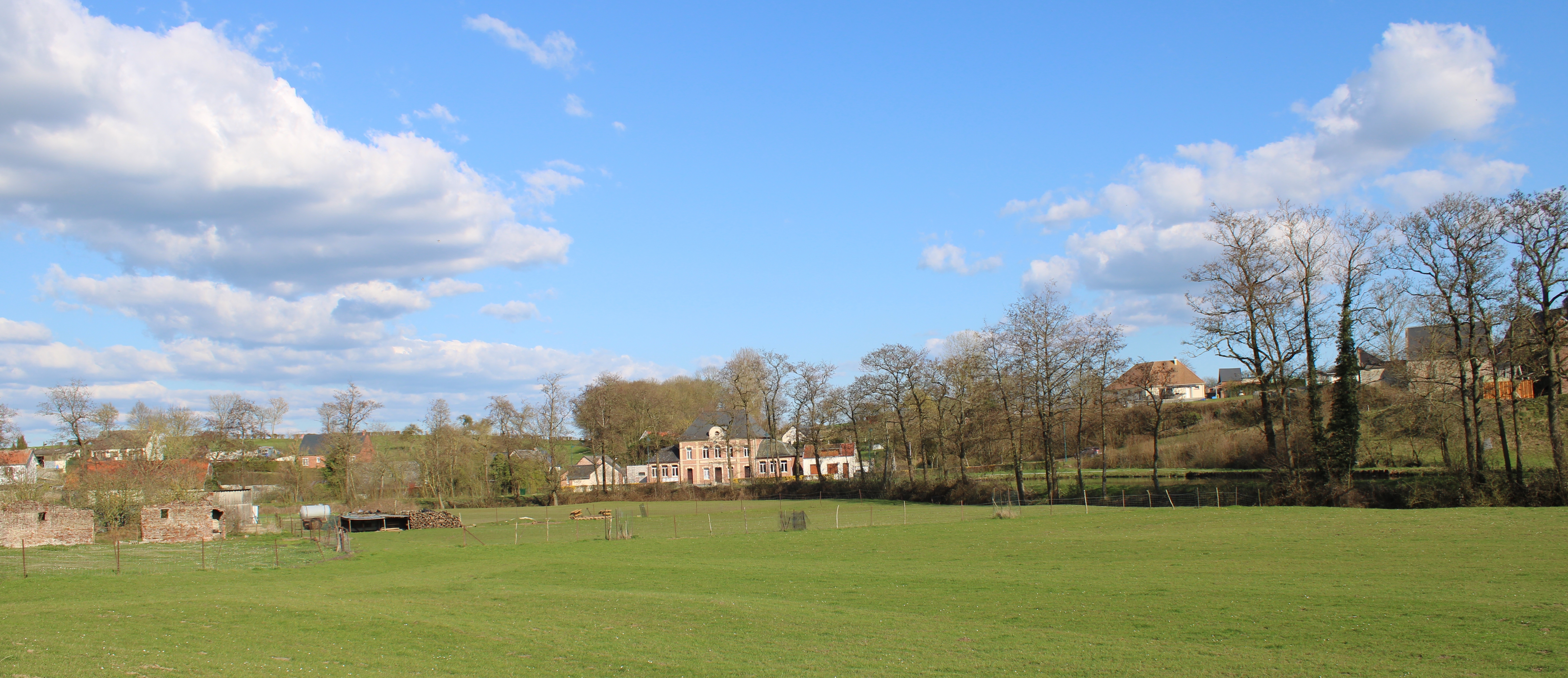
Panorama du village.

## Géographie

### Hydrographie

#### Réseau hydrographique
La commune est traversée par la ligne de partage des eaux entre les bassins hydrographiques Artois-Picardie et Seine-Normandie. Elle est drainée par le canal de la Sambre à l'Oise, le Noirrieu, l'Iron et divers bras de l'Iron,.
Le Noirrieu, d'une longueur de 33 km, prend sa source dans la commune de La Flamengrie et se jette  dans l'Oise (rive gauche) à Vadencourt, après avoir traversé onze communes.
L'Iron, d'une longueur de 25 km, prend sa source dans la commune de La Flamengrie et se jette  dans le Noirrieu à Hannapes, après avoir traversé dix communes. Les caractéristiques hydrologiques de l'Iron sont données par la station hydrologique située sur la commune d'Iron. Le débit moyen mensuel est de 0,507 m3/s. Le débit moyen journalier maximum est de 13,2 m3/s, atteint lors de la crue du 9 janvier 2022. Le débit instantané maximal est quant à lui de 23,7 m3/s, atteint le même jour.

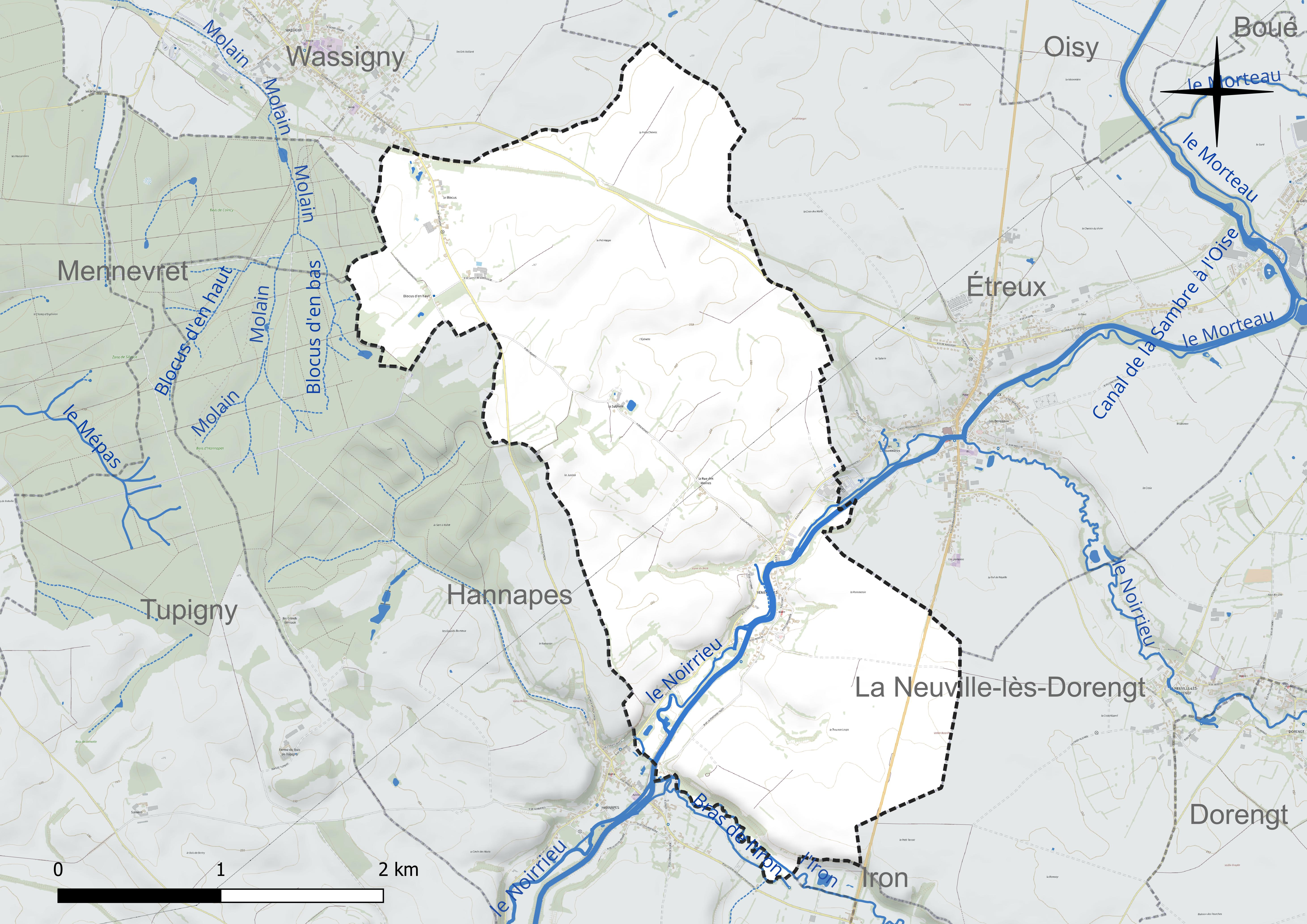
Réseau hydrographique de Vénérolles.

#### Gestion et qualité des eaux
Le territoire communal est couvert par le schéma d'aménagement et de gestion des eaux (SAGE) « Sambre ». Ce document de planification concerne un territoire de 1 253 km2 de superficie, délimité par le bassin versant de la Sambre. Le périmètre a été arrêté le 1er novembre 2003 et le SAGE proprement dit a été approuvé le 21 septembre 2012, puis modifié le 18 août 2022. La structure porteuse de l'élaboration et de la mise en œuvre est le syndicat mixte du Parc naturel régional de l'Avesnois.
La qualité des cours d'eau peut être consultée sur un site spécial géré par les agences de l'eau et l'Agence française pour la biodiversité.

### Climat
Pour des articles plus généraux, voir Climat des Hauts-de-France et Climat de l'Aisne.
En 2010, le climat de la commune est de type climat océanique dégradé des plaines du Centre et du Nord, selon une étude du CNRS s'appuyant sur une série de données couvrant la période 1971-2000. En 2020, Météo-France publie une typologie des climats de la France métropolitaine dans laquelle la commune est exposée à un climat océanique altéré et est dans la région climatique Nord-est du bassin Parisien, caractérisée par un ensoleillement médiocre, une pluviométrie moyenne régulièrement répartie au cours de l'année et un hiver froid (3 °C).
Pour la période 1971-2000, la température annuelle moyenne est de 10 °C, avec une amplitude thermique annuelle de 14,9 °C. Le cumul annuel moyen de précipitations est de 803 mm, avec 12,4 jours de précipitations en janvier et 9,7 jours en juillet. Pour la période 1991-2020, la température moyenne annuelle observée sur la station météorologique la plus proche, située sur la commune de Fontaine-lès-Vervins à 24 km à vol d'oiseau, est de 10,5 °C et le cumul annuel moyen de précipitations est de 826,3 mm,. Pour l'avenir, les paramètres climatiques de la commune estimés pour 2050 selon différents scénarios d'émission de gaz à effet de serre sont consultables sur un site spécial publié par Météo-France en novembre 2022.

## Urbanisme

### Typologie
Au 1er janvier 2024, Vénérolles est catégorisée commune rurale à habitat dispersé, selon la nouvelle grille communale de densité à 7 niveaux définie par l'Insee en 2022.
Elle appartient à l'unité urbaine d'Étreux, une agglomération intra-départementale dont elle est une commune de la banlieue,. La commune est en outre hors attraction des villes,.

### Occupation des sols
L'occupation des sols de la commune, telle qu'elle ressort de la base de données européenne d'occupation biophysique des sols Corine Land Cover (CLC), est marquée par l'importance des territoires agricoles (98,1 % en 2018), une proportion identique à celle de 1990 (98,1 %). La répartition détaillée en 2018 est la suivante : 
terres arables (63 %), prairies (35,1 %), zones urbanisées (1,2 %), forêts (0,6 %).
L'évolution de l'occupation des sols de la commune et de ses infrastructures peut être observée sur les différentes représentations cartographiques du territoire : la carte de Cassini (XVIIIe siècle), la carte d'état-major (1820-1866) et les cartes ou photos aériennes de l'IGN pour la période actuelle (1950 à aujourd'hui).

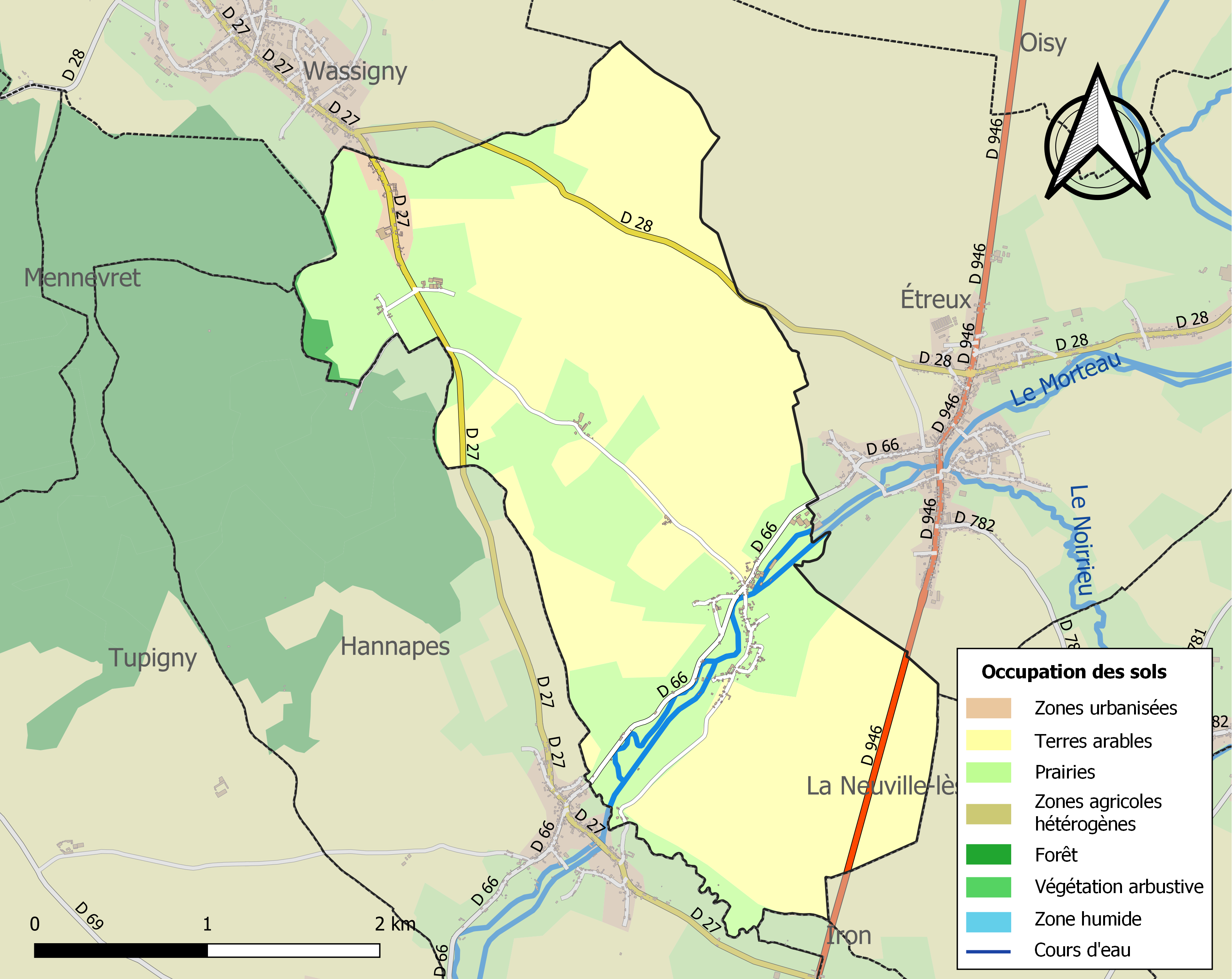
Carte de l'occupation des sols de la commune en 2018 (CLC).

## Toponymie
Le nom de la localité est attesté sous les formes Altare de Villereio (1163) ; parrochia de Vellereio (1171) ; nemus de Veleroy (1208) ; Veleroile, Veleroi (1208) ; Villeroy (1216) ; Veleroyles (1227) ; Veleroles (1229) ; Territorium de Venneroiles (1243) ; Vellerolles (1247) ; Veneroiles (1253) ; Vennerolles (1780).
Vénérolles est un villaretum, diminutif formé sur le bas latin villare employé au sens de : « partie de la villa ». Villaretum a été retranscrit Villerolum, par changement de suffixe. Villerolum a abouti à Vellerole, puis Venerolles par dissimilation de l en n.

## Politique et administration

### Découpage territorial
La commune de Vénérolles est membre de la communauté de communes Thiérache Sambre et Oise, un établissement public de coopération intercommunale (EPCI) à fiscalité propre créé le 1er janvier 2017 dont le siège est à Guise. Ce dernier est par ailleurs membre d'autres groupements intercommunaux.
Sur le plan administratif, elle est rattachée à l'arrondissement de Vervins, au département de l'Aisne et à la région Hauts-de-France. Sur le plan électoral, elle dépend du  canton de Guise pour l'élection des conseillers départementaux, depuis le redécoupage cantonal de 2014 entré en vigueur en 2015, et de la troisième circonscription de l'Aisne  pour les élections législatives, depuis le dernier découpage électoral de 2010.

### Administration municipale

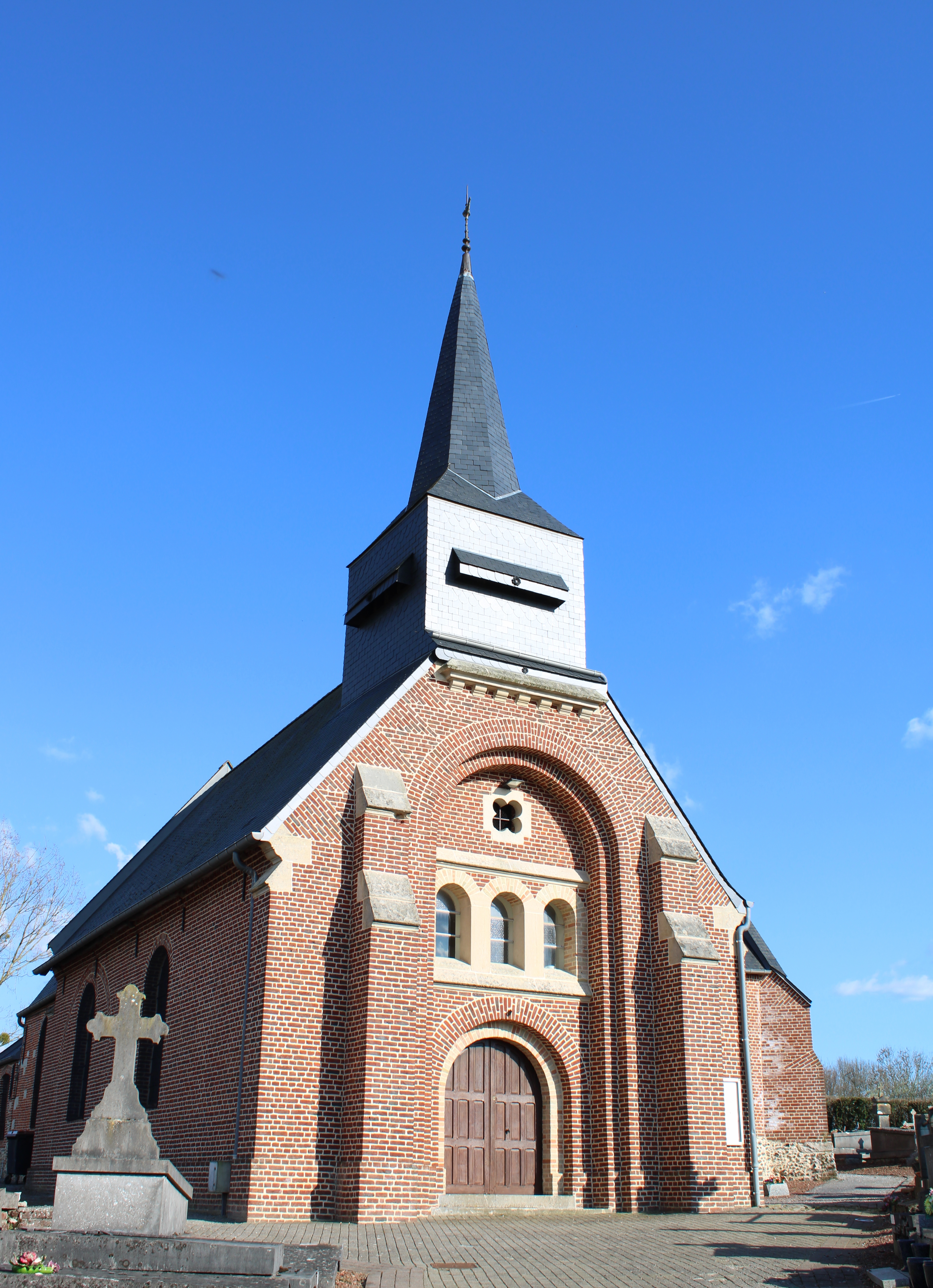
L'église.

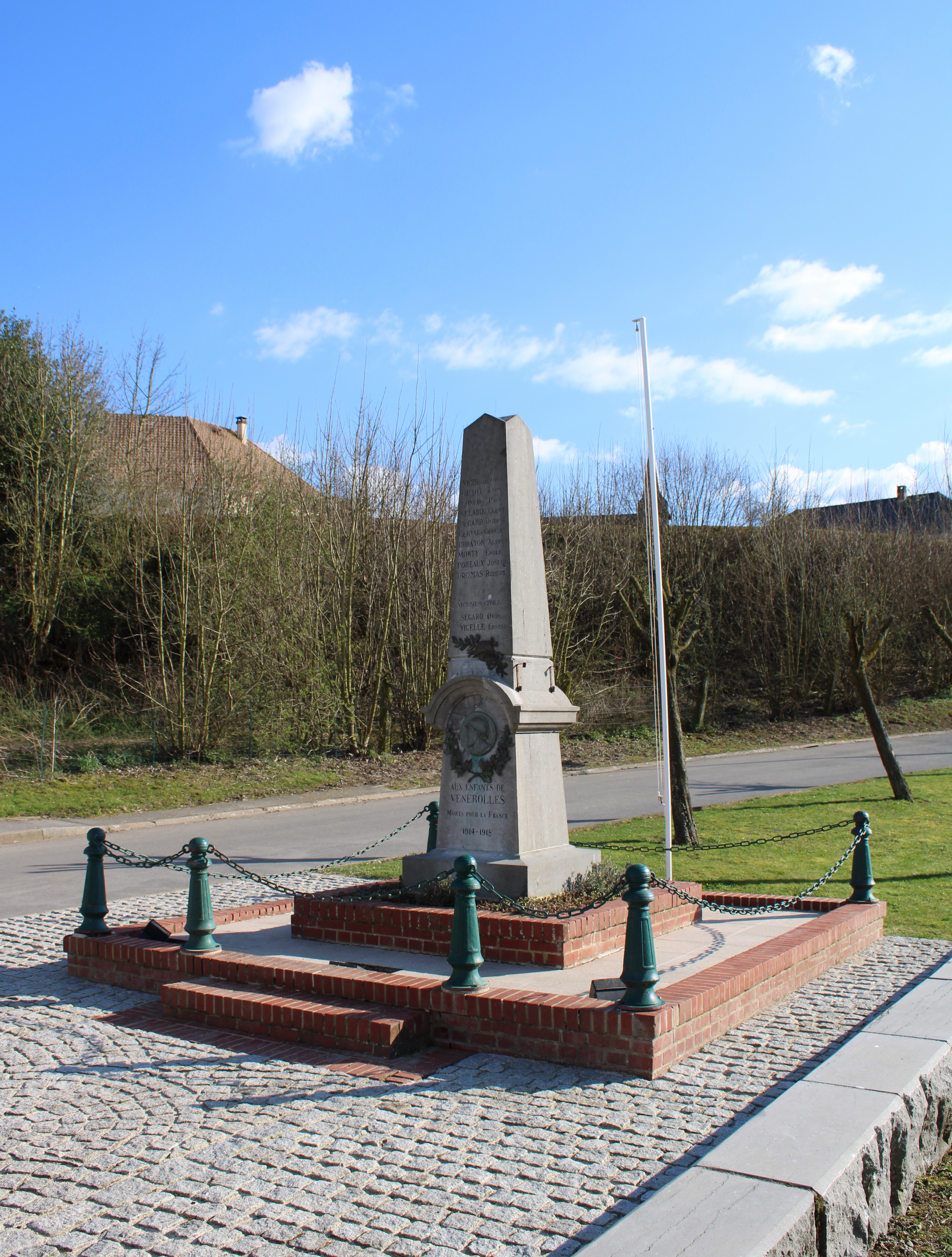
Le monument aux morts.

| Période                                  | Période                       | Identité         | Étiquette | Qualité                                                              |
| ---------------------------------------- | ----------------------------- | ---------------- | --------- | -------------------------------------------------------------------- |
| Les données manquantes sont à compléter. |                               |                  |           |                                                                      |
| avant 1877                               | après 1879                    | Lamotte          |           |                                                                      |
| Les données manquantes sont à compléter. |                               |                  |           |                                                                      |
| maire en 1962                            | ?                             | Lucien Cochet    | SFIO      | Ouvrier                                                              |
| mars 2001                                | avril 2014                    | Bernard Wachon   |           |                                                                      |
| avril 2014                               | En cours (au 14 juillet 2020) | Patrick Delamour | SE        | Conducteur énergie chez Nestlé France Réélu pour le mandat 2020-2026 |

## Démographie
L'évolution du nombre d'habitants est connue à travers les recensements de la population effectués dans la commune depuis 1793. Pour les communes de moins de 10 000 habitants, une enquête de recensement portant sur toute la population est réalisée tous les cinq ans, les populations de référence des années intermédiaires étant quant à elles estimées par interpolation ou extrapolation. Pour la commune, le premier recensement exhaustif entrant dans le cadre du nouveau dispositif a été réalisé en 2008.

En 2022, la commune comptait 225 habitants, en évolution de −0,88 % par rapport à 2016 (Aisne : −1,97 %, France hors Mayotte : +2,11 %).
| 1793 | 1800 | 1806 | 1821 | 1831 | 1836 | 1841 | 1846 | 1851 |
| ---- | ---- | ---- | ---- | ---- | ---- | ---- | ---- | ---- |
| 363  | 303  | 490  | 521  | 570  | 571  | 653  | 670  | 675  |

| 1856 | 1861 | 1866 | 1872 | 1876 | 1881 | 1886 | 1891 | 1896 |
| ---- | ---- | ---- | ---- | ---- | ---- | ---- | ---- | ---- |
| 675  | 695  | 669  | 659  | 668  | 547  | 542  | 471  | 440  |

| 1901 | 1906 | 1911 | 1921 | 1926 | 1931 | 1936 | 1946 | 1954 |
| ---- | ---- | ---- | ---- | ---- | ---- | ---- | ---- | ---- |
| 415  | 383  | 340  | 291  | 310  | 280  | 279  | 269  | 283  |

| 1962 | 1968 | 1975 | 1982 | 1990 | 1999 | 2006 | 2008 | 2013 |
| ---- | ---- | ---- | ---- | ---- | ---- | ---- | ---- | ---- |
| 284  | 327  | 278  | 268  | 260  | 265  | 233  | 224  | 231  |

| 2018 | 2022 | - | - | - | - | - | - | - |
| ---- | ---- | - | - | - | - | - | - | - |
| 220  | 225  | - | - | - | - | - | - | - |

## Galerie

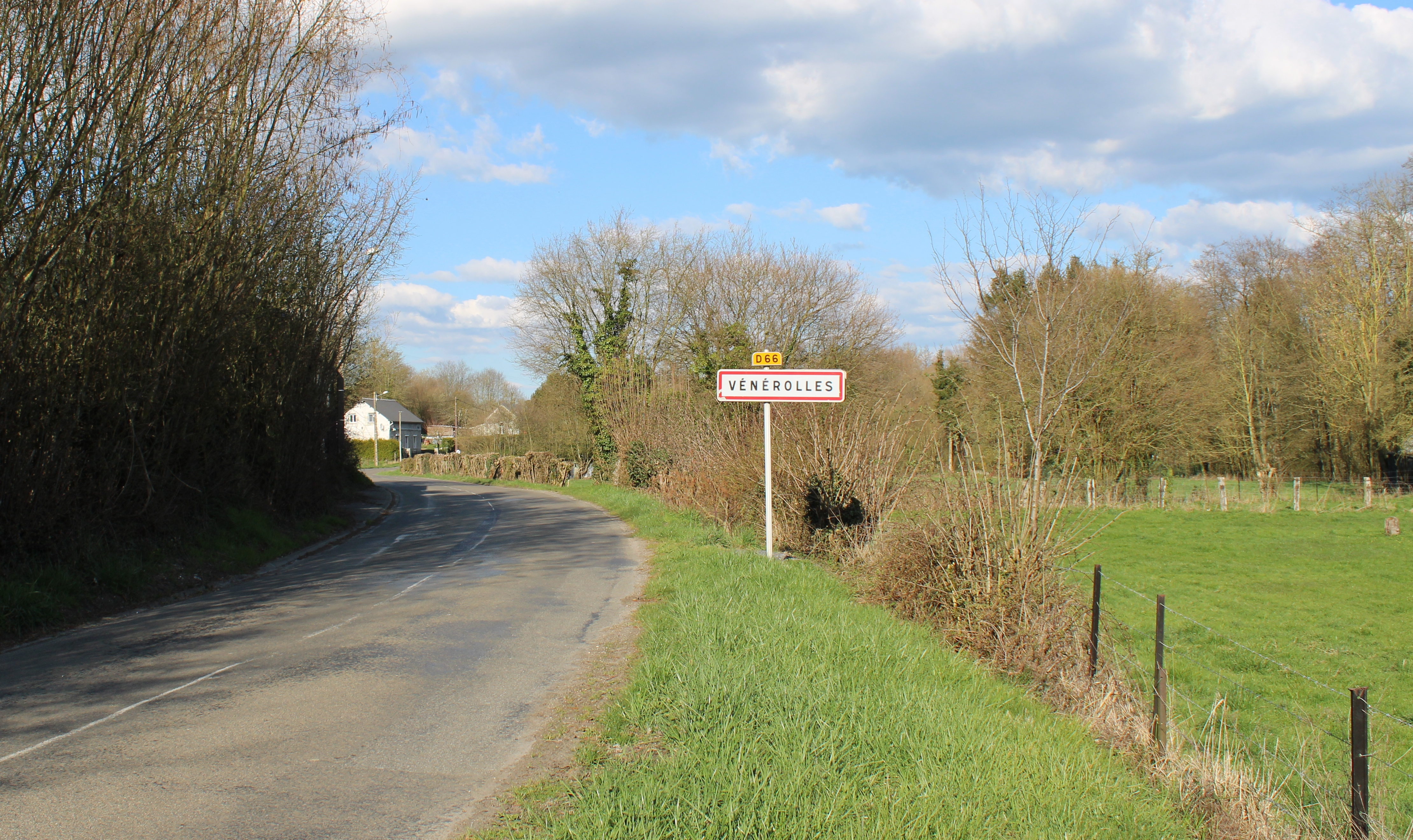
Entrée du village.
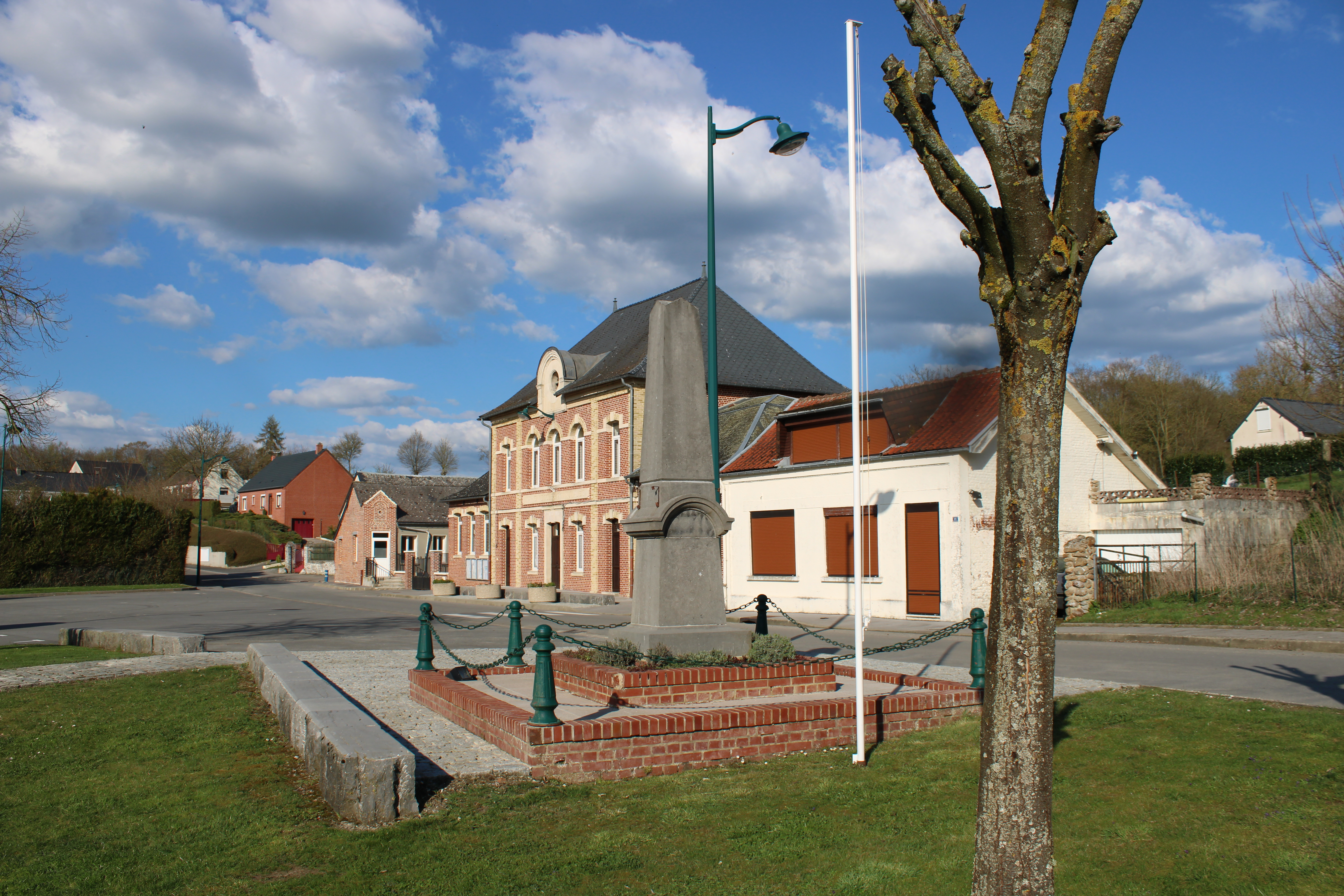
La place de la mairie.
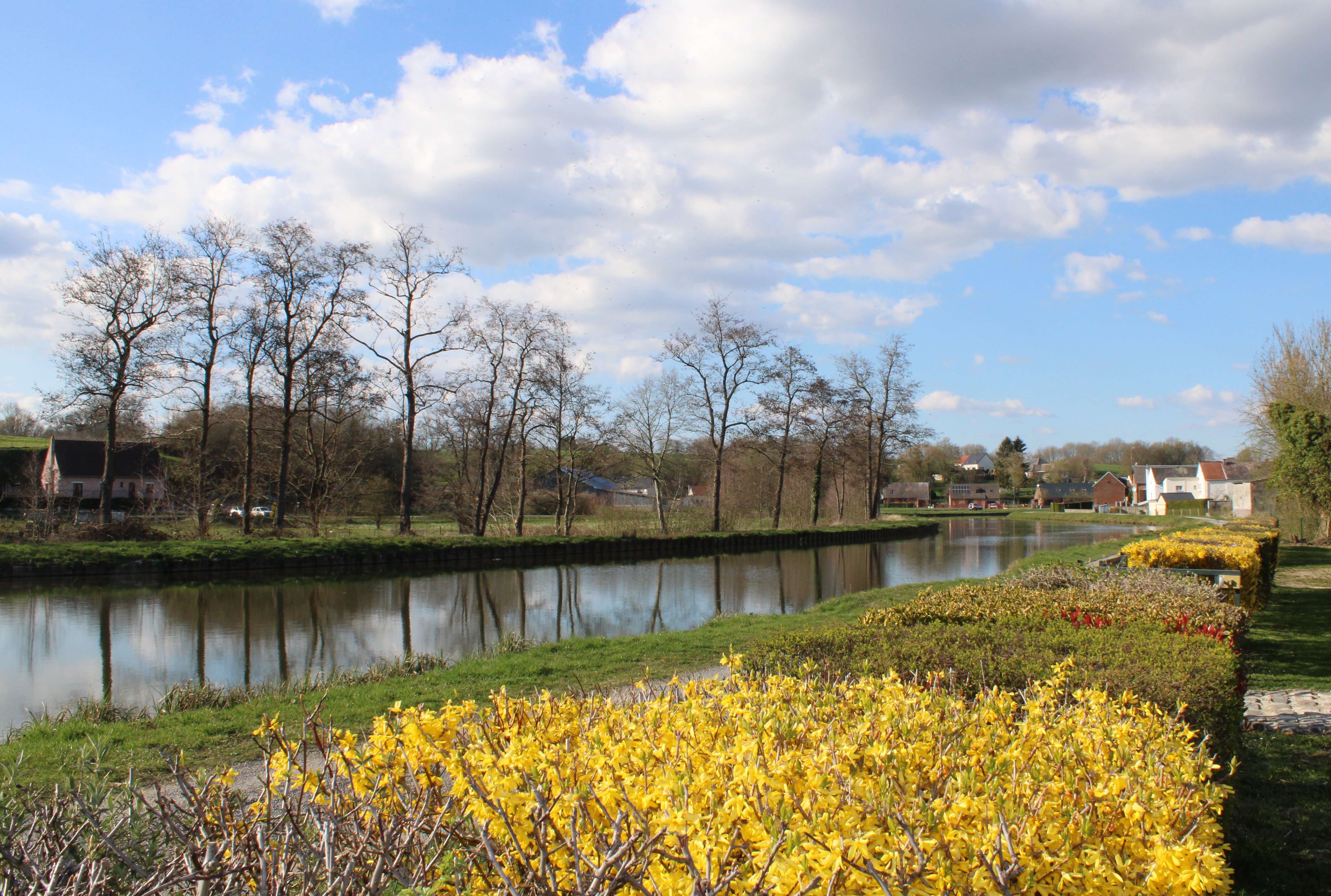
Les berges du canal.
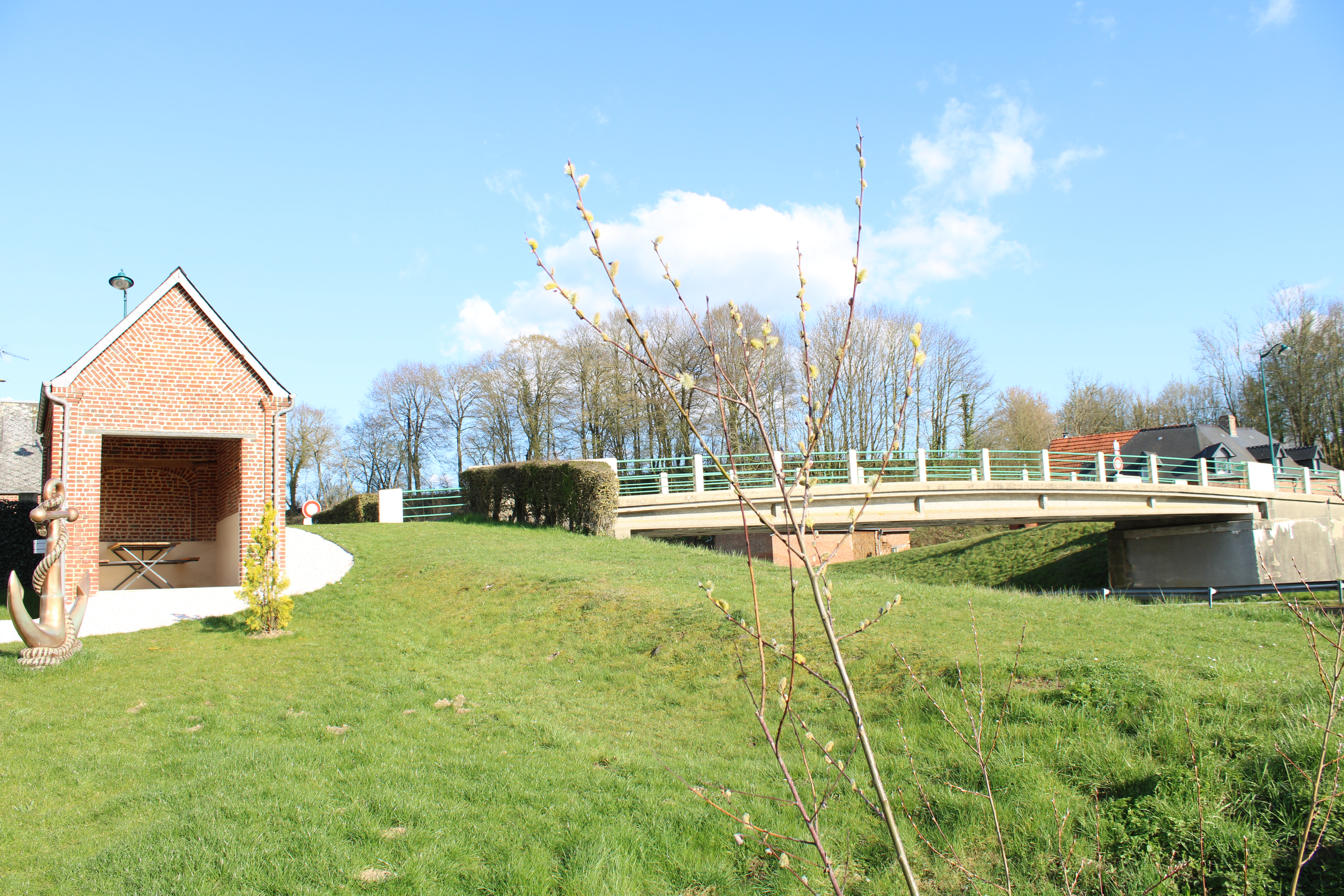
Le pont sur le canal de la Sambre à l'Oise.
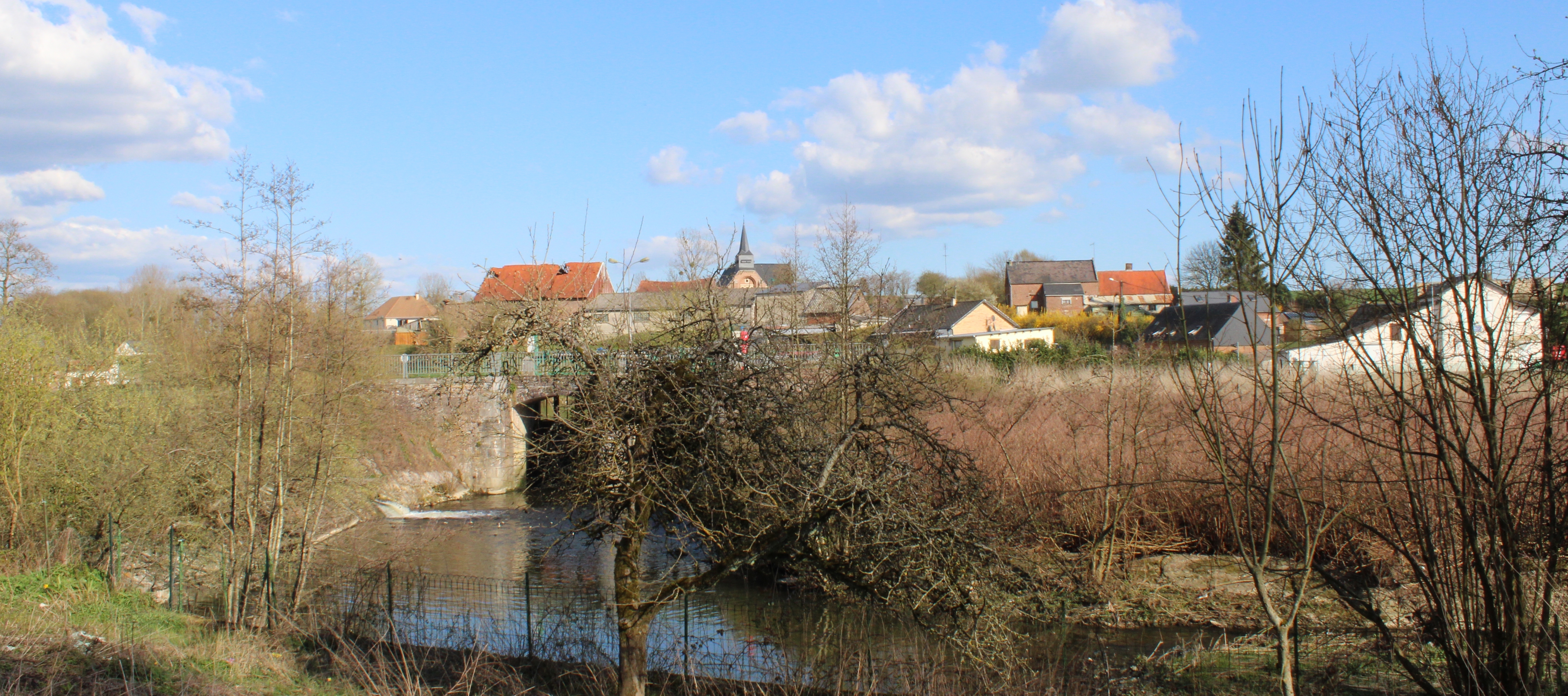
Autre panorama du village.